# Wapen van Posterholt
Het wapen van Posterholt werd drie keer toegekend aan de Nederlands Limburgse gemeente Posterholt. In 1994 werd de naam gewijzigd in Ambt Montfort en in 2007 is de gemeente opgegaan in de gemeente Roerdalen.

## Blazoeneringen
Het wapen van de gemeente is voor de naamwijziging naar Ambt Montfort tweemaal aangepast. Hierdoor zijn er voor de gemeente Posterholt drie wapenomschrijvingen. De laatste versie is ook in gebruik geweest bij de gemeente Ambt Montfort.

### Eerste wapen
Het eerste wapen van de gemeente werd verleend op 14 juni 1944. De blazoenering van het wapen luidde toen:
In zilver drie dwarsbalken van azuur en een schildzoom van keel; en een zilveren vrijkwartier, beladen met eenen leeuw van sabel, gekroond van goud, en van het veld gescheiden door eene kwartierstreep van sabel. Het schild gedekt met eene gouden kroon van drie bladeren en twee paarlen.
Het wapen is wit van kleur met daarop drie horizontale blauwe banen. Om het wapen heen is een rode rand geplaatst. In de heraldisch rechterbovenhoek, voor de kijker links, is een wit vlak geplaatst met daarop een zwarte leeuw. De leeuw is gekroond met een gouden kroon en om het veld waarin hij staat is een zwarte lijn geplaatst. Op het schild staat een gravenkroon.

### Tweede wapen
Het tweede wapen werd verleend op 25 januari 1955, de beschrijving was als volgt:
Gedwarsbalkt van zes stukken van zilver en azuur. Het schild gedekt met eene gouden kroon van drie bladeren en twee paarlen.
Het wapen bestaat uit drie zilveren en drie blauwe balken. Op het schild staat een gravenkroon.

### Derde wapen
Het derde wapen werd naar aanleiding van een gemeentelijke fusie drie maanden eerder verleend.
Gedwarsbalkt van zes stukken, de middelste doorsnijding gekanteeld, zilver en azuur, het tweede stuk beladen met drie vijfbladen van zilver, geknopt van goud. Het schild gedekt met een gouden kroon van drie bladeren en twee parels.
Het wapen is net als het vorige wapen opgedeeld in drie zilveren en drie blauwe dwarsbalken. Ditmaal staan er op de bovenste blauwe dwarsbalk drie zilveren bloemen. De harten van de bloemen zijn van goud. De middelste twee dwarsbalken hebben kantelen waardoor deze twee dwarsbalken in elkaar grijpen.

## Geschiedenis
Het eerste wapen van de gemeente werd tijdens de oorlog verleend. Het wapen werd verleend door de waarnemend Secretaris Generaal van het Departement van Algemene Zaken. De andere twee wapens werden wel per Koninklijk Besluit aan de gemeente verleend. Het wapen is gebaseerd op het wapen van Vlodrop. Posterholt heeft samen met Vlodrop een schepenbank gehad. Het derde wapen bevat elementen van het wapen van Sint Odiliënberg en Montfort, omdat Posterholt samen met die gemeenten de nieuwe gemeente Posterholt (later Ambt Montfort) vormde.

## Vergelijkbare wapens
De volgende wapens zijn op historische gronden vergelijkbaar met een versie van het wapen van Posterholt.

Het wapen van Vlodrop
Het wapen van Sint Odiliënberg
Het wapen van Montfort

De dwarsbalken komen van het wapen van Vlodrop, de bloemen van het wapen van Sint Odiliënberg en de twee gekanteelde dwarsbalken verwijzen naar het kasteel dat op het wapen van Montfort staat.